# Nguyễn Viện

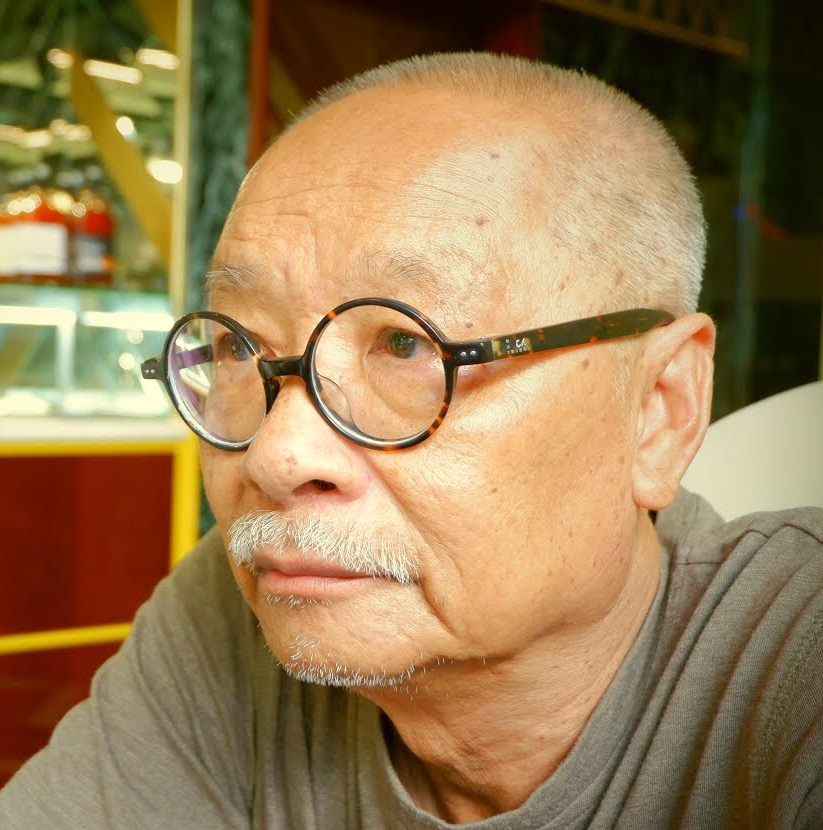
Nguyễn Viện - Saigon 2020

Nguyễn Viện, tên khai sinh Nguyễn Văn Viện, sinh ngày 1/2/1949 tại Đồng Xá, Hải Dương, là một nhà báo, nhà văn, tự xuất bản các tác phẩm của mình, nổi bật về các đề tài dục tính và chính trị, được RFA liệt vào Văn học phản kháng Hiện sống và viết tại Sài Gòn.

## Tiểu sử
Nguyễn Viện có tập truyện được in đầu tiên năm 1995. Sau này ông được chú ý qua những tiểu thuyết gây tranh luận nói về thân phận người thắng, kẻ thua sau cuộc chiến, qua "Rồng và Rắn", "Thời của những tiên tri giả"...
Ông từng làm việc và cộng tác với các báo, đài như THANH NIÊN, GIA ĐÌNH & XÃ HỘI, THỂ THAO & VĂN HÓA, ĐẸP, SAIGON CITY LIFE, BBC...
Ông cũng chủ trương nhà xuất bản CỬA, một nhà xuất bản tự do tại thành phố Hồ Chí Minh, kể từ năm 2004, để tự in các tác phẩm của mình, sau khi tiểu thuyết "Thời của những nhà tiên tri giả", ban đầu do Nhà xuất bản Công An Nhân dân ấn hành năm 2003, đã bị thu hồi ngay sau đó mà không có bất kỳ một văn bản quyết định chính thức nào của chính quyền. Tuy nhiên ông cho biết, sự in ấn này phổ biến rất hạn chế.
Ngày 10.10.2014, Nguyễn Viện đã phải ra làm việc lần thứ ba với cơ quan an ninh điều tra thành phố sau hai lần vào tuần trước, về việc ông phổ biến các tác phẩm của mình trên các phương tiện thông tin. Qua đó, cơ quan chuyên môn đã kết tội ông vi phạm điều 87 và 88, tội chống chính quyền.. Trong một cuộc phỏng vấn với Nguyễn Hưng Quốc, Nguyễn Viện cho biết, ông đã từng bị Công an mời làm việc nhiều lần, và bị buộc không được cộng tác với đài BBC. Ông cho là Công an đã làm áp lực với một số tờ báo buộc ông nghỉ việc.
Nguyễn Viện cũng phổ biến tác phẩm trên các tạp chí: Hợp Lưu (Hoa Kỳ), Văn Học (Hoa Kỳ), Văn (Hoa Kỳ), tienve.org (Úc), damau.org, talawas.org (Đức), procontra.asia (Đức), vanchuongviet.org, litviet.com, vandoanviet.blogspot.com...
Nguyễn Viện đã nhận được 2 giải thưởng của Văn Việt (Văn đoàn Độc Lập), một cho văn xuôi (2016) và một cho thơ (2019).
Ông hiện sống và viết tại thành phố Hồ Chí Minh.

## Văn học Phản kháng
Nguyễn Viện được xếp hạng vào những nhà văn trong văn học phản kháng, nổi bật qua yếu tố tính dục và chính trị trong nội dung. Ông cho viết về tính dục là một cách để tuyên dương sự tự do của mỗi cá nhân, phá vỡ các rào cản. Nguyễn Viện quan niệm, không nên tránh né tên một bộ phận cơ thể nào, cho đó là "một thái độ phong kiến, đạo đức giả và khước từ đối mặt với thực tế... một thái độ mặc cảm, nhu nhược." Về các đề tài chính trị, ông cho biết là để "nói tiếng nói của lương tâm mình....Viết, để thấy mình còn thở được." Theo ông, khuynh hướng Văn học Phản kháng nổi lên vì ý hướng cách tân, "nó đang làm cho nền văn học Việt khác đi với cách sử dụng ngôn ngữ cũng như bôi xóa các đường biên về thể loại. Phóng khoáng hơn. Giàu có hơn. Cũng nhiều ưu tư hơn. Đặc biệt, nó mang lại niềm hưng phấn và thôi thúc cho sự sáng tạo đích thực."

## Nhận xét
- Nhà thơ Phan Nhiên Hạo phê bình: "Ngôn ngữ của Nguyễn Viện chính xác và linh hoạt, nội dung đi sát với hiện thực xã hội và chính trị Việt Nam, một hiện thực đã được cách điệu, xoay góc, để làm nổi bật bản chất kệch cỡm của nó."[3]
- Nhà thơ Du Tử Lê nhận định: Tôi nghĩ, dường như họ Nguyễn đã thản nhiên tạo cho ông một khái niệm khác về mỹ học. Qua những tiểu thuyết như "Rồng Và Rắn," "Nhảy Múa Để Chết" hay "Thời Của Những Tiên Tri Giả," "Cơn Bấn Loạn Dưới Đất"... nhất là mấy tiểu thuyết tới hôm nay, vẫn còn dẫn tới nhiều tranh luận là: "Đĩ Thúi," "Đĩ Thúi & Phần Còn Lại Ở Cõi Chết" và "Sinh Ra Từ Trứng." Tôi muốn gọi đó là "mỹ học Nguyễn Viện." Cũng theo Du Tử Lê, tác giả Nguyễn Viện là đỉnh điểm của những nguồn dư luận đối nghịch. Và để kết thúc loạt bài viết về Nguyễn Viện trên báo Người Việt, Du Tử Lê kết luận: "Ông là một trong vài nhà văn, đại diện cho thế hệ thứ hai, của dòng văn học miền Nam Việt Nam kể từ hơn 40 năm qua."[7]